# Claude Kelly
Claude Kelly (New York, 1980) is een Amerikaanse singer-songwriter. Hij schreef nummers voor onder andere Backstreet Boys, Christina Aguilera, Leona Lewis, Britney Spears, Kelly Clarkson, Jordin Sparks, Akon, Brandy en Whitney Houston.
Kelly begon toen hij twee jaar was met pianospelen. Nadat hij slaagde voor zijn school in 2002 keerde hij terug naar Manhattan. Door middel van mond-tot-mondreclame kreeg Kelly een netwerk aan producenten. In 2002 schreef hij een nummer dat in een Japanse kledinglijn kwam.
Kelly brak door met het nummer Daddy's Little Girl dat hij schreef voor Frankie J's album uit 2006. Zijn werk maakte een dusdanige indruk op Akon dat deze Kelly in 2007 voorstelde wat nummers te schrijven. Een van die nummers was Forgive Me voor Leona Lewis' eerste album. wat werd geproduceerd door Akon. Een ander nummer was Hold My Hand, voor het derde album van Akon zelf. Omdat het nummer uitlekte. plaatste deze het uiteindelijk niet op zijn album. Het lied is een samenwerking met Michael Jackson.

## Samen geschreven
- Akon - "We Don't Like You", "Over The Edge" "Hold My Hand" (leaked track featuring Michael Jackson)
- Backstreet Boys - What I Know Now, Bye Bye Love
- Brandy - "Camouflage", "True"
- Britney Spears - "Circus", "Shattered Glass"
- Chrisette Michele - "Blame It On Me", "Notebook", "Playin Our Song", "Fragile", "Mr.Right"
- Corbin Bleu - "Rock 2 It", "Fear Of Flying", "Speed Of Light", "Paralyzed", "My Everything", "Angel Cry", "Whatever It Takes", "Close", "Moments That Matter", "Champion"
- Frankie J - "Daddy's Little Girl", "Magic"
- Jaicko Lawrence - Not Tryna Fall In Love
- Jay Sean - "Tonight"
- Jesse McCartney - "Told You So", "Not Your Enemy", "Oxygen"
- Jordin Sparks - "The Cure"
- Kelly Clarkson - "My Life Would S*ck Without You", "Don't Let Me Stop You"
- Leona Lewis - "Forgive Me"
- Lemar - "If She Knew", "Wait Forever"
- Lloyd - "I Can Change Your Life"
- Melanie Fiona - "Priceless"
- Michael Lington - That's When You Save Me",
- Miley Cyrus - "Party in the U.S.A."
- Suai - "Oh Snap" , Alone
- Sugababes - " Little miss perfect",
- Toni Braxton - "Melt (Like An Iceberg), I Hate Love"
- Varsity Fanclub - "Zero", "We Will", "Body Talk", "Piece Of Me"
- New Kids On The Block - "Looking Like Danger"

## Solonummers
- "Art of making love"
- "Out The Window"
- "Last Time"
- "Believe In Love"
- "Dear Me"
- "Thanks for nothing"
- "This Ain't a Sad Song"
- "If I Had You"
- "Nauseous"
- "These Are The Signs"
- "I Believe in Us"
- "I Hate Love"
- "Stop this train"

## Geschreven nummers

### 2010
- "Entertain You"
- "Would If I Could
- "Worst Part Is Over
- "Turn this car around"
- "No choice"
- "Your entertaiment"
- "Feet don't fail"
- "Crash"
- "Across the universe"
- "Tears"
- "Immortal"
- "Again"

### 2009
- "Art Of Making Love"
- "Beat It Up" (Produced by Wonda Twinz)
- "Believe In Love" (Produced by Darkchild)
- "Constantly"
- "Cry Over You" (Prod. by Chuck Harmony)
- "Dancin' Alone" (Produced by Danja)
- "Dear Me" (Produced by StarGate)
- "Disappear"
- "Down"
- "Don't Come Any Closer" (Produced by StarGate)
- "The Defintion" (Produced by Dre & Vidal)
- "Display Me"
- "Echo" (Prod.by B.Cox)
- "Gamble On Love" (Produced by Jim Jonsin)
- "Goin' Under" (Produced by Alan Nglish)
- "Greedy" (Prod. by Soulshock & Karlin)
- "Heartbreaker"
- "Hey DJ"
- "I Don't Wanna Play" (Prod. by Maddscientist)
- "If I Ever Met You"
- "I Hate Love" (Produced by StarGate)
- "I Love The Rain" (Produced by Martin K)
- "More Than I Can Take" (Produced by Cutfather)
- "Nauseous" (Produced by Brian Kennedy)
- "One Thing I Did Right"
- "Some Things Never Die"
- "Stop This Train" (Produced by StarGate)
- "That's How* (Produced by Kwamé)
- "Uninvited"
- "Wasting My Tears"

### 2008
- "Alone"
- "Always A Day Too Late" (Produced by Jonas Jeberg & Cutfather)
- "Baby Makin' Music"
- "Because Of Love" (Produced by Darkchild)
- "Can't Complain" (Produced by Midi Mafia)
- "D*mn Girl" (Demo for Donnie Klang)
- "Dead Or Alive"
- "Did It For Love" (Produced by Konvict)
- "Disguised Devil" (Produced by Brian Kennedy)
- "Even If It Kills"
- "Everywhere But You"
- "Forever"
- "Forever You And Forever Gone"
- "Forgive Me" (Produced by Akon) (Demo for Leona Lewis - Forgive Me)
- "Get Stupid" (Produced by Brian Kennedy) (Demo for Corbin Bleu - Rock 2 It)
- "Get U Back" (Prod.by Konvict)
- "Ghost" (Produced by Clyde & Harry)
- "Gravity"
- "Have U Seen Her" (Prod.by Calvo)
- "Hold U Tonight"
- "I Believe In Us" (Prod.by Soulshock & Karlin)
- "I Got You" (Produced by Konvict)
- "Keep Her" (Produced by Kuya)
- "Let U Know" (Prod.by Darkchild)
- "Like An Iceberg" (Demo for Toni Braxton - Melt (Like An Iceberg))
- "Little Miss Perfect" (Produced by StarGate)
- "Music For Now"
- "Music Sounds Better With You" (Produced by StarGate)
- "My Destiny"
- "New Shoes"
- "Predator" (Produced by Konvict) (Demo for Michael Jackson)
- "Red Light, Green Light" (Produced by StarGate)
- "Robbery"
- "Shadow Of An Angel" (Prod.by Jim Jonsin)
- "Victim" (Prod.by Fernando Garibay)

### 2007
- "The Better Off I'll Be"
- "Hard To Say" (Produced by Oak) (Demo for Lloyd - I Can Change Your Life)
- "Hater"
- "I've Changed"
- "It's A Wrap"
- "I'll Be Loving You"
- "I Just Might Like It"
- "If I Had You"
- "Last Time"
- "Like Them" (Prod.by Steve Morales)
- "Love Song"
- "No Fear" (Prod.by Konvict)
- "Not Love That"
- "Not Tryna Fall In Love" (Demo For Jaicko Lawrence)(Prod.by Christopher Rojas)
- "One Week"
- "Only One Night" (Prod.by Konvict)
- "Open Arms"
- "Out The Window" (Prod.by Young Boyz)
- "Paradise Girl"
- "Playing Our Song" (Prod.by Darkchild)
- "Promise You Love"
- "The Real Thing"
- "She's Bad" (Produced by RedOne)
- "She's Leavin With Me" (Produced by Vada Nobles, Sky Michaels, Logic)
- "She's The One"
- "Spotlight"
- "Strangers" (Prod.by Darkchild)
- "Sumtimes"
- "Take U Home"
- "Thanks For Nothing" (Produced by Jim Jonsin)
- "That Lovesong"
- "These Are The Signs" (Prod.by RedOne)
- "Thinking About It"
- "This is Dedicated"
- "This is Ain't A Sad Song" (Prod.by Stargate)
- "Twisted"
- "That's How" (Prod.by Kwame)
- "Use Me"
- "Victory"
- "Wait A Minute"
- "Waste My Time" (Prod.by Jonas Jeberg & Cutfather)
- "Winner"
- "What"
- "What Did I Do"
- "What I Know Now" (Demo For Backstreet Boys)(Prod.by Soulshock & Karlin)
- "Where I Went Wrong" (Prod.by Konvict)
- "Why Can't I" (Prod.by Glen Mosley)
- "Wrote You A Song"
- "You"
- "You And I" (Prod.by Konvict)
- "You Were Mine"
- "Your Lies"

- Library of Congress Control Number: n2010042728
- MusicBrainz: 396d316b-a9de-4c3e-88e8-a1caf730a6b5
- SNAC: w6zp7dcz
- Virtual International Authority File: 137444738